# Дальневосточные игры 1919
IV Дальневосточные игры — соревнование мужских сборных команд некоторых стран Азии. Были проведены в мае 1919 года в Маниле, Филиппины, США. Спортсмены соревновались в восьми видах спорта.

## Участники
В соревнованиях вновь приняли участие 3 страны:
- Китайская республика
- Филиппины (организатор)
- Японская империя

## Виды спорта и чемпионы
| Вид спорта               | Чемпионы        |
| ------------------------ | --------------- |
| Бейсбол                  | Филиппины       |
| Баскетбол                | Филиппины       |
| Лёгкая атлетика          | Филиппины       |
| Волейбол                 | Филиппины       |
| Плавание                 | Филиппины       |
| Теннис, одиночный разряд | Миками          |
| Теннис, парный разряд    | Фаргас/Боланьос |
| Футбол                   | Китай           |